# Заволочье
Заво́лочье — новгородская область (или Двинская земля), историческая область в X—XIV веках, в бассейне Северной Двины и Онеги, за «волоками», связывавшими Онежское озеро с озером Белым и рекой Шексна (которые находятся на территории современной Вологодской области). 
Территория в древности изобиловала пушным зверем и соляными угодьями. Население преимущественно занималось земледелием, пушным и рыбным промыслами. Понятие «Заволочья» изменялось по мере продвижения новгородских владений. Сперва это была страна за ближайшим волоком озерного бассейна, потом область за Двиной, по Вычегде, потом, наконец, бассейн Печоры. Заволочье в первом смысле занято новгородцами только во второй половине XI в.; только с середины XII в. новгородцы стали твердой ногой на правом берегу Двины; и только еще столетием позже, к середине XIII в., власть новгородцев над населением Печорского края может считаться упроченной; в то же время и на севере новгородские владения продвигаются с перешейка между Онежским и Ладожским озерами до полуострова Колы.

## История
В древности Заволочье было населено финно-угорскими племенами. В «Повести временных лет» указано, что ещё до призвания варягов «…на Белоозере сидит весь, а на Ростовском озере меря, а на Клещине озере также меря. А по реке Оке — там, где она впадает в Волгу, — мурома, говорящая на своем языке, и черемисы, говорящие на своем языке, и мордва, говорящая на своем языке… А вот другие народы, дающие дань Руси: чудь, меря, весь, мурома, черемисы, мордва, пермь, печера, ямь, литва, зимигола, корсь, нарова, ливы…» Белозерская весь наряду с иной чудью, славянами (ильменскими) и кривичами приняла правление Рюрика в 862 году, и в древнем городе Белоозеро власть варягов представлял легендарный родственник Рюрика Синеус. Во вступлении к той же Повести временных лет, среди народов, сидящих в странах Иафета, упоминается даже чудь с эпитетом «заволочская», об этническом происхождении этой заволочской чуди у исследователей имеются различные версии.
До X века Заволочье, в котором селились славяне, оставалось узкой полосой от Онежского до Белого озера, хотя Великий Новгород взыскивал дань и поддерживал торговые отношения и с финно-угорским населением более далеких восточных областей. В «Повести временных лет» под 1096 годом упомянут рассказ новгородцев о походе за данью на Печору. Концом X века датируется кириллическая надпись на древнерусском деревянном цилиндре-замке (пломбе), упоминающая Тихманьгу (к западу от озера Лача), XI веком — надписи на пломбах, упоминающие Пинегу (Пинезе) и Усть-Вагу (Оустье-Вагы), Емца и Вага. К началу XII века славянские селения были в бассейне Онеги, Ваги и Северной Двины. В Уставной грамоте князя Святослава Ольговича (1137 год) указано, что выплачивают церковную десятину (и следовательно, населены христианами) селения и погосты на Белом море (Погост на море), по реке Ваге (Оустье Ваг), населённый пункт Устье Емьце при впадении реки Емцы в Северную Двину. Белоозеро в эту эпоху вошло в состав Ростово-Суздальского княжества, а северная часть Заволочья осталась частью Новгородской земли.
Новгородская летопись под 1169 годом упоминает некоего Даньслава, который ходил на Двину за Волок «даньником с дружиною».
Рубежом XII—XIII веков датируется деревянная дощечка-бирка с Троицкого-XV раскопа в Новгороде, на которой имеется надпись «Устье Емци».
Заволочье упоминается в новгородских берестяных грамотах №143 (1260—1280 годы) и №1132 (третья четверть XIV века). Грамота № 1132 была написана, скорее всего, в Заволочье и отправлена оттуда в Новгород.
Славянское население Заволочья быстро росло после первого нападения монголо-татар на русские земли, в связи с массовой стихийной миграцией из пограничных областей, подверженных регулярным нашествиям из степи.
В 1320 году новгородцы совершили набег на Норвегию: «Лоука ходи на Мурманы». В начале XIV века Белоозеро было выкуплено Великим князем московским, а центром новгородского Заволочья стала Двинская земля. В 1342 году сын умершего посадника Варфоломея Юрьевича Лука отправился в Заволочье «без митрополича благословения и владычня», где разорил множество деревень по Северной Двине и Baгe. «Скопивши Емцан» и подчинив Заволочье, Лука Варфоломеев основал крепость Орлец на реке Емца, но был убит заволочанами.
В 1360-е — 1380-е годы в Новгороде возникли серьёзные перебои с хлебом. Чтобы решить эту проблему, отряды новгородских ушкуйников направились через Заволочье в Волжскую Булгарию и русские приволжские города. Задача полностью выполнена не была, зато вызвала резкую реакцию руководства Московского государства. В ответ в 1386 году князь Дмитрий Донской решился на военный поход против Новгорода. Новгородцы пошли на «мировую» и выкупили свое спокойствие за 8 тысяч рублей. Большая часть суммы была собрана в подконтрольном новгородцам Заволочье.
В 1417 году устюжане, вятчане, галичане, москвичи во главе с воеводами Глебом Семёновичем, Семёном Жадовским и Михаилом Росохиным по приказу великого князя московского, нападают на Двину, сжигают Емцу и Холмогоры, захватывают в плен новгородцев. Однако на острове под Моржом «залётные» московитские грабители были разбиты двинянами: «Емцю и Колмогоры пожгли, и бояръ Новгородскихъ изнимаша Юрiя Ивановича и брата его Самсона. А Иванъ Федороваичь и брать его Афонастъ, Гаврило Куриловичъ, Исакъ Андреевичъ сугнавъ ихъ подъ Моржемъ на острове, братiю свою Самсона и Юрiя отьяша, и полонъ весь и съ животы, а ихъ отпустиша». Тем же летом двиняне приходят ратью к Устюгу, но устюжане откупаются пушниной.
К 1462 году Важская земля уже была московской. В 1471 году, после битвы на Шиленьге, к Москве отошли многие владения на Северной Двине. В 1478 году вместе с Новгородом вся остальная территория Двинской земли вошла в состав Московского великого княжества.